# 20302 Kevinwang
A 20302 Kevinwang (ideiglenes jelöléssel 1998 FW100) a Naprendszer kisbolygóövében található aszteroida. A LINEAR projekt keretében fedezték fel 1998. március 31-én.